# Quý Kiệt hoàn dân Thì Trung phát phối
Quý Kiệt hoàn dân Thì Trung phát phối (chính văn: 貴傑還民時中發配) là nhan đề học giới đặt cho một văn tự án chấn động Bắc Hà năm 1775.

## Lịch sử
Theo Tứ bình thực lục, từ giữa thế kỷ XVIII, cụ thể là giai đoạn Uy Nam vương trở đi, do tình hình nội trị Bắc Hà rối loạn vì ít nhất 4 cuộc bạo động đều do sĩ lâm chủ trương, triều đình mất dần tin tưởng giới văn thần nên việc khoa cử bắt đầu từ bê trễ tới thoái hóa. Sau khi dẹp xong loạn quận He, nền khoa cử Bắc Hà trở nên giản lược hơn trước nhiều phần, dẫn tới tình trạng đút lót để được đi thi và trúng cách, thậm chí có hiện tượng nhiều người không biết nhận mặt chữ cũng đỗ đầu. Tuy nhiên, tại khoa thi Hội tháng 10 âm lịch năm 1775 (Ất Mùi) xảy ra một sự kiện chấn động giới cầm quyền, buộc chúa Tĩnh Đô phải xem xét lại việc chấn hưng nền quốc học vốn đã mục ruỗng quá lâu.

## Diễn biến
Đúng ngày yết bảng tháng 10 năm Ất Mùi, khi khảo quan đệ trình danh sách thí sinh trúng cách khoa thi Hội, Tĩnh Đô vương Trịnh Sâm đọc văn bài Chấn hưng uy vũ thu lại đất xưa (nhà chúa vừa dẹp xong nội loạn và lần đầu đẩy được quân Nguyễn lui sâu về Nam nên mới ra đề thế) của thủ khoa Lê Quý Kiệt, phát hiện bút pháp lạ. Vì nguyên thí sinh Lê Quý Kiệt (năm sinh chưa rõ) là cậu ấm quan đại thần Lê Quý Đôn và phu nhân Lê Thị Trang, chúa đã có giao thiệp từ trước và biết rõ tính tình. Khi tra tới bài của thí sinh đỗ đệ tam hạng là Đinh Thì Trung (sinh năm 1757) thì hóa ra đúng lối chữ của thí sinh Lê Quý Kiệt.
Nhà chúa bèn sai người kín đáo gọi Đinh Thì Trung vào đàn hặc. Do bị khảo gắt quá, Thì Trung phải khai tuột rằng có đổi quyển với Lê Quý Kiệt ở kì đệ tứ trường. Tuy thế, hình lại vẫn vờ không tin, Đinh Thì Trung cả sợ phải nộp bức thư tay do đại thần Lê Quý Đôn soạn, nội dung là mướn Thì Trung gá bài cho con ông, như vậy quan đại thần Lê Quý Đôn bị khép tội chủ mưu.
— Khâm định Việt sử Thông giám cương mục
Tuy nhiên, phần nhiều do nhà chúa nể vì Lê Quý Đôn là bậc quốc lão trọng thần nên chỉ phạt sơ sơ là giáng 1 cấp cùng 3 năm bổng lộc (tạm cho đi tiền quân hiệu lực một thì gian ngắn), nhưng buộc thêm tội cho ấm sinh Lê Quý Kiệt, tạm giam ở ngục thất phía Đông môn kinh sư. Theo kết quả nghị án, phạm nhân Lê Quý Kiệt bị tước tập ấm và cách tuột làm thứ dân, tức là suốt đời không được đi thi, còn phạm nhân Đinh Thì Trung xét ra nặng tội hơn nên bị đóng gông đày ra Yên Quảng làm lính thú.
Điều đáng nói, cả Lê Quý Kiệt và Đinh Thì Trung đều là giám sinh, từ lâu nức tiếng về văn tài, vì là đồng môn nên có lẽ hai người trạc tuổi nhau. Riêng Đinh Thì Trung tuy còn trẻ tuổi nhưng đã được người đương thời liệt hạng nhất trong Tràng An tứ hổ (gồm Đinh Thì Trung, Lê Quý Đôn, Hà Tông Huân và Lê Như Quyền), cũng là con nhà quan, lừng tiếng thần đồng tự tấm bé và sức học hơn Lê Quý Kiệt bội phần. Mà cũng chính vì thế càng khiến nhà chúa nghi hoặc về thứ hạng hai người này trong kì thi.
| “                                         | Gian lận thi cử thì thời nào cũng có, song khoa cử ba năm mới tổ chức một lần, tỉ lệ số người đỗ mỗi khoa lại rất ít, người đỗ danh vọng cao, quyền uy nhiều cho nên người học trò đi thi rất dễ bị cám dỗ, miễn sao chóng được thi đỗ để ra làm quan. Song vì một số người gian lận mà chê khoa cử tổ chức thiếu nghiêm mật e không đúng. Quả thật cha ông ta đã nghĩ hết cách để phòng ngừa, thiết tưởng đời nay chưa chắc đã bằng. | ” |
| — Nguyễn Thị Chân Quỳnh, Khoa cử Việt Nam | |   |

## Hệ quả

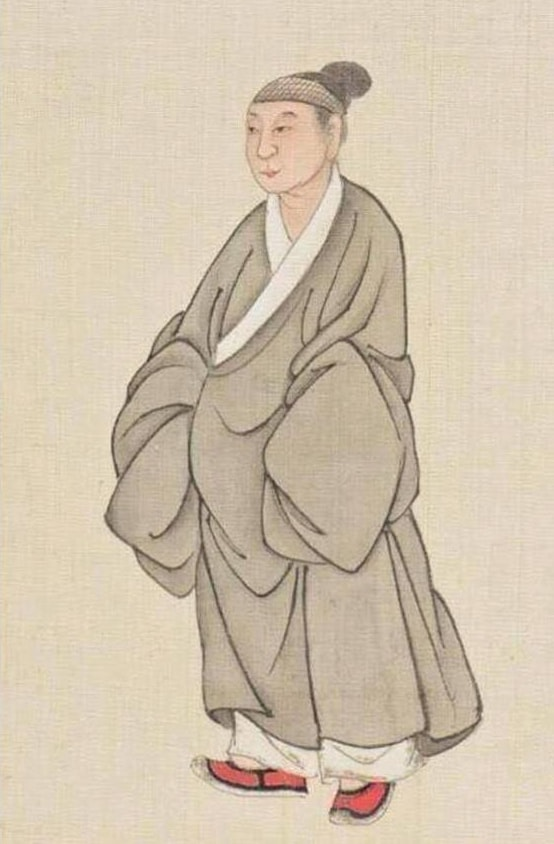
Lối ăn vận của giám sinh An Nam thời Lê mạt.

Cứ sách Lê quý dật sử, sự kiện chấn động khoa cử Bắc Hà có liên đới trực tiếp tới quan đại thần Lê Quý Đôn, người được ca tụng là "thiên hạ vô tri vấn bảng Đôn" (cái gì không biết cứ hỏi ông bảng Đôn), khiến dân gian đặt vè đàm tiếu: "Quý Kiệt hoàn dân, tăng Diên Hà chi dân số; Thì Trung phát phối, chấn Đông Hải chi văn ba" (貴傑還民增延河之民數、時中發配震東海之文波; Quý Kiệt về làm dân thường cũng chỉ để tăng dân số ở Diên Hà, còn Thì Trung bị đi đày thì phong hóa Đông Hải chấn động). Hàm nghĩa: Huyện Diên Hà là chốn hẻo lánh không ai hay chữ bao giờ, cho nên Lê Quý Kiệt bị an trí ở đấy cũng không làm phong hóa nơi này rực rỡ thêm, ám chỉ Lê Quý Kiệt dốt; miền Yên Quảng là nơi cửa bể, chẳng mấy ai thành đạt trong hoạn trường, nên Đinh Thì Trung về đấy khiến nơi này được chút danh thơm, ý chỉ Đinh Thì Trung là kẻ tài hoa nhưng thất thế.
Ít lâu sau (1776), Đinh Thì Trung bất ngờ được xét ân xá, nhưng trong một chuyến đi tiễu cường khấu bị chết đuối ở sông Bạch Đằng. Còn phần Lê Quý Kiệt, sau khi cả nhà Lê trung hưng rồi đến nhà Tây Sơn đều đổi vạc, vào những năm đầu triều Gia Long ông cải danh là Lê Duy Thanh và lại đi thi Hương rồi đỗ Hương cống trường Sơn Tây (1808), sau đó khăn gói quả mướp vào tân kinh Huế làm quan đến Thị trung trực học sĩ, trật Chánh tam phẩm, tước Lãng Phái hầu. Thời Gia Long, ông có công tìm được thế đất xây Thiên Thọ lăng ở Định Môn thôn gần Thiên Thọ sơn. Năm 1813, khi vua có ý cho làm giám khảo kì thi Hương, Lê Quý Kiệt từ khước, bởi nhẽ "cho rằng mình có lỗi, hoàng thượng khen ông là người không che giấu khuyết điểm của mình". Nhưng sang triều Minh Mệnh, Lê Quý Kiệt thuộc số ít người tâm phúc của hoàng đế từ lúc chưa đăng cơ, vì thế bị phe Lê Văn Duyệt - Lê Chất ganh ghét, nhiều lần đòi đổi ông ra biên viễn, thậm chí tố giác hành vi nhũng lạm.
Riêng với Trịnh chính phủ, từ những năm sau chúa Trịnh Sâm bắt đầu tiến hành sửa sang quốc học, mà trước hết ở hạng khoa cử. Tuy nhiên, thời kì này nhà chúa đã già yếu nên việc chấn hưng lề lối khoa cử rất chậm, vả lại chính trị Bắc Hà thời này đã mạt tới mức không khắc phục được nữa. Năm 1882, chúa Trịnh Sâm băng, cung đình rối loạn rồi sa lầy vào cuộc chiến tranh Tây Sơn khiến toàn thể nền quốc học Bắc Hà đi tới suy vi và phải nhường chỗ cho sự thăng hoa của quốc học Nam Hà khi triều Nguyễn hưng thịnh về sau.
| “                                                   | Tính chất tông giáo của Nho giáo rất mờ nhạt. Nó chỉ giống như một trạng thái tín ngưỡng nếu so với ảnh hưởng của một học thuyết lớn đến thế. Thậm chí có thể nói, tính chất tông giáo của Nho giáo gần như là không có. Bởi vì, ngay trong điện thờ chính thức của Nho giáo không có một vị thần linh nào. Một tông giáo chỉ được coi là tông giáo khi đủ ba điều kiện tối thiểu: Hệ thống thần điện và giáo chủ, hệ thống tăng lữ, hệ thống giáo luật. Mặc dù có phương diện tông giáo đấy, nhưng người ta chưa bao giờ coi Nho giáo là tông giáo. Thứ đến, phát xuất điểm Nho giáo là hệ thống học thuật có tính chất đạo đức hành vi, tức là phải có tính thực tế. Nên ngay từ đầu, nó đã quy phạm hóa cách ứng xử cho mọi lớp người. Vì thế, tôi ủng hộ cách nhìn của các nhà nghiên cứu Đài Loan: Mục tiêu của Nho giáo nếu phải nói gọn lại trong một cụm từ, thì là "tu kỉ trị nhân". Nhưng cũng chính vì phát xuất điểm là học thuyết đạo đức của sĩ quân tử, nên nó đòi hỏi những phẩm chất cực kì cao. Cũng có nghĩa, bản thể Nho giáo không phải học thuyết triết học. Nên mãi về sau này nó mới phải bổ sung những yếu tố triết học, thế nhưng yếu tố triết học Nho giáo lại rất khó hoàn thiện. Nên mới có hiện tượng, nhà nho hễ đụng vào triết học là mặt cứ ngây ra, còn cuốn được coi hàng đầu về triết học là Dịch Kinh lại bị biến thành sách bói toán, nhìn chung không thể triết học hóa quyết liệt được và cũng chẳng áp dụng được. Nhân vật bác học được coi là kiệt xuất nhất Việt Nam trung đại Lê Quý Đôn, "thiên hạ vô tri vấn bảng Đôn", trong những sách của ông chỉ có một cuốn về Dịch Kinh, nhưng lại là tác phẩm dở nhất và cũng được soạn với thái độ run rẩy nhất. Không ông nào giải thích được triệt để những mệnh đề triết học Nho giáo, chứ chưa nói những học thuyết khác. Vì không được xây dựng trên nền tảng triết học, lại thù ghét những biện pháp hình chính, chỉ chủ trương trị quốc bằng giáo hóa, nên chính cái đức trị ấy đã kiềm hãm sự phát triển của trung quốc. Về sau, nhà cầm quyền không bằng cách nào khác được nên đành đưa Pháp gia vào Nho giáo dưới biện pháp cưỡng bách. Tức là, không có Pháp gia thì không trị quốc được. | ” |
| — Giáo sư Trần Ngọc Vương giải nghĩa Nho giáo, 2020 | |   |

| “                                                                          | Các nghiên cứu gia ngoại quốc như Li Tana, Keith Weller Taylor, Liam C. Kelley, Shiraishi Masaya... có cái nhìn khá trung lập về lịch sử Việt Nam cổ trung đại. Họ không bị ám ảnh bởi những "tư tưởng" về "chủ nghĩa dân tộc" hay "lòng yêu nước", ngược lại, họ "giải ảo" và trình bày lịch sử Việt Nam theo hướng khác chứ không lặp theo mô thức quen thuộc của các sử gia Việt Nam. Mà tôi thấy, những nhà nghiên cứu đó rất giỏi sinh ngữ, đặc biệt là họ phải giỏi Hán văn nên mới có thể đọc được các tài liệu gốc thời trung đại, thứ mà ngay nhiều nhà nghiên cứu Việt Nam cũng không muốn hoặc không biết đọc. | ” |
| — Trần Nguyễn Tuấn, khoa Lịch Sử trường ĐH KHXHNV QG Thành phố Hồ Chí Minh | |   |

## Liên kết
1. ↑  Về mệnh phụ phu nhân Lê Thị Trang[liên kết hỏng]
2. ↑  Đại thần gây đại án
3. ↑  Tràng An tứ hổ là ai ?
4. ↑  Phạm Văn Thắm, Vấn đề "Lê quý dật sử"
5. ↑  PGS-TS Trần Ngọc Vương: Nho giáo không phải tông giáo, tại sao ?
6. ↑  Năm Mậu Tuất (1778), đại thần Lê Quý Đôn xin chuyển sang võ ban, được nhà chúa ưng cho và phong tước Nghĩa Phái hầu. Triều Nguyễn phong đại thần Lê Quý Kiệt tước Lãng Phái hầu là ngầm nhắc ông nối nghiệp cha một cách thuần cẩn hơn.
7. ↑  Con ông bảng nhãn vướng án khoa cử
8. ↑  Về cậu ấm Lê Quý Kiệt
9. ↑  Hội luận Sự trỗi dậy của Đại Việt quốc trong thế kỉ XV, Sài Gòn, 21 tháng 12 năm 2015.

### Tư liệu
- Vụ tráo bài thi chấn động trong Việt sử
- Nghi án nhà bác học khiến thần đồng chết yểu
- Sự dối trá không thể sống trong một xã hội trọng sự công chính